# Felix Loch
Felix Loch (n. 24 iulie 1989, Sonneberg, Republica Democrată Germană, Germania) este un sănier ce a reprezentat Germania, medaliat olimpic. A participat la 3 ediții ale Jocurilor Olimpice (2010, 2014, 2018) în care a câștigat 3 medalii de aur.